# Appia (traghetto)
La Appia era una nave traghetto appartenuta con questo nome all'Adriatica di Navigazione dal 1961 al 1992. Fu una delle prime navi ro-ro a entrare in servizio in Italia.

## Caratteristiche
La Appia fu una delle prime navi ro-ro ad entrare in servizio in Italia, preceduta solo dalla Aethalia della Navigazione Toscana. La presenza di un garage accessibile con un portellone a poppa permetteva di velocizzare le operazioni di carico e scarico di veicoli rotabili, rispondendo alla domanda sempre crescente dei viaggiatori di muoversi con la propria autovettura. Poteva trasportare 1.130 passeggeri e 145 automobili, aveva una stazza lorda di 7.820 tonnellate e montava due motori Fiat 6 cilindri Diesel, grazie ai quali poteva raggiungere una velocità di 17,5 nodi.
Durante i 34 anni di servizio la nave non fu sottoposta a modifiche sostanziali.

## Servizio
Varata il 25 settembre 1960 presso il Cantiere navale Ernesto Breda di Marghera, la Appia fu consegnata nel maggio dell'anno seguente all'Adriatica di Navigazione. La compagnia statale la mise in servizio, insieme alla Egnatia della greca Hellenic Mediterranean Lines, sulla linea estiva Brindisi - Corfù - Igoumenitsa - Patrasso.
La nave rimase in servizio su questa rotta, con poche eccezioni, per oltre trent'anni. Nell'inverno 1963 la Appia fu noleggiata alla Tirrenia di Navigazione, che la utilizzò per svolgere alcuni viaggi sperimentali con un'unità ro-ro tra Genova e Porto Torres. Tra gennaio e febbraio 1974 la nave fu impiegata temporaneamente sul collegamento Venezia - Brindisi - Beirut - Famagosta - Smirne - Bari al posto della Ausonia, mentre negli ultimi mesi del 1983 la Appia (alternandosi ad altre unità della Adriatica) fu noleggiata al Ministro della Difesa, venendo utilizzata per il trasporto del contingente militare italiano e di un gruppo di guerriglieri palestinesi feriti a Cipro.
Nell'agosto 1991 la Appia fu posta in disarmo a Bari. L'anno seguente fu venduta a una compagnia di navigazione con sede a Londra, prendendo il nome di Fibi e venendo messa in servizio in India. Nel novembre 1995 il traghetto fu venduto per la demolizione ad Alang.